# 吴勉学
吴勉学（?—?），字肖愚，又字师古，歙县丰南乡人，明朝藏书家。

## 生平
約生活於萬曆年間。世代业商，家资富厚。勉學好藏书，学识渊博，以“师古斋”为刻书堂号。曾官至光禄署丞。後棄官從事出版業。万历二十九年刊刻《古今医统正脉全书》44种，凡204卷。另编著有《对类考》、《家语注》、《痘疹宝鉴》、《师古斋汇聚简便单方》等，費資可謂浩大。清初勉學所辑《河间六书》收入四库全书。有子吴中珩，父子皆為出版家。